# Partizanska bolnišnica Zgornji Hrastnik
Partizanska bolnišnica Zgornji Hrastnik je bila partizanska bolnišnica, ki so jo slovenski partizani začeli graditi februarja 1943 v odročnih gozdovih Kočevskega Roga. Prve objekte so začeli graditi v bližini Bukove gorice. Tam je bila sprva samo zasilna postojanka, ki so jo uporabili, da so tja namestili ranjence iz evakuiranega rekonvalescentnega oddelka v Škrilju. Od tam so morali ranjence umakniti med nemško ofenzivo, ki se je začela oktobra 1943, po umiku italijanske vojske iz Slovenije.

## Širitev bonišnice
Bolnišnica Zgornji Hrastnik je tako začela dobivati vedno vidnejšo vlogo pri oskrbi ranjencev. Bila je tudi prva bolnišnična postojanka v Kočevskem rogu, ki ni bila zgrajena v vrtači, ampak skoraj pod vrhom hriba. Prvi objekti zgrajeni na tem mestu sta bili dve zasilni baraki in pokrita kuhinja. Prva baraka je bila namenjena okrevajočim bolnikom in ranjencem, druga pa je bila namenjena osebju bolnišnice. Vse stavbe so bile zgrajene iz neobtesanih smrekovih debel in krite s skodlami. Decembra 1943 je bolnišnica dobila upravnika. To je postal dr. Janez Milčinski – Peter, ki je takoj začel s širjenjem bolnišnice.
Konec januarja 1944 so poleg obstoječih barak zgradili novo operacijsko barako, v kateri so uredili aseptično operacijsko sobo, kar je pomenilo sterilen prostor za izvajanje najtežjih operacij. Pred tem so operirali v bolniški baraki kar na mizi ali pa so ranjence operirali na posteljah ali celo zunaj. Nova baraka je imela pravo operacijsko mizo in vso potrebno opremo, ki jo je po načrtih dr. Milčinskega eden od partizanov, ki je bil pred vojno mizar. Po teh načrtih so kasneje začeli izdelovati opremo za vse roške bolnišnice. Nova baraka je imela na zahtevo dr. Milčinskega dve veliki okni in dodatno veliko lino v stropu, da je bilo na voljo čim več svetlobe. Z izgradnjo aseptične operacijske sobe se je prvič v partizanskih bolnišnicah ločila aseptična kirurgija od septične. 
Konec februarja 1944 je bila zgrajena dodatna, večja baraka za ranjence, kjer so uredili tudi septično operacijsko sobo, v kateri so od sredine junija 1944 za potrebe Slovenske centralne vojaške partizanske bolnice (SCVPB) opravljali tudi bakteriološke preiskave, občasno pa so jo uporabili tudi kot porodno sobo.

## Pomen bolnišnice
V bolnišnici Zgornji Hrastnik se je med vojno zdravilo več kot 400, po večini težkih ranjencev. 69 ranjencev je v bolnišnici umrlo, pokopani pa so na grobišču v bližini bolnišnice. To je obdano z nizkim zidom, v osrednjem delu pa so grobovi z nagrobniki.
Bolnišnica je pomenila velik uspeh za narodnoosvobodilno gibanje na Slovenskem, saj je neprekinjeno delovala dobri dve leti, v njej pa so opravljali tudi najtežje medicinske posege.
Leta 1999 so z Odlokom o razglasitvi Partizanske bolnišnice Zgornji Hrastnik za kulturni spomenik državnega pomena (Ur.l. RS, št. 82/1999) objekte ustrezno zavarovali.